# Tirreno (mitologia)
Tirreno, na mitologia greco-romana, foi um dos  reis da Lídia que emigrou para a Itália, dando seu nome à região e ao mar.
Tirreno e Lido eram irmãos, filhos de Átis, e reinavam na Lídia; porém, pressionados pela má produtividade da colheita, sortearam para ver quem abandonaria o país com parte da população. Tirreno foi o escolhido, e viajou para a Itália. A região (Tirrênia), seus habitantes (tirrenos) e o mar (Mar Tirreno) passaram a ter estes nomes por causa de Tirreno. Estes eventos teriam ocorrido por volta da época em que Orestes matou Pirro, o filho de Aquiles, pela mão de Hermíone, filha de Menelau.
Na época do imperador Tibério, quando este quis escolher uma cidade da Ásia Menor onde colocaria um tempo seu, a cidade de Sardes lembrou do parentesco entre os lídios e os etruscos para tentar colocar o tempo na cidade. A cidade escolhida, porém, foi Esmirna.